# P/2019 U4 (PANSTARRS)
P/2019 U4 (PANSTARRS) — короткоперіодична комета із сім'ї Юпітера. Абсолютна величина комети разом з комою становить 18.6m.

## Історія
Комета відкрита 25 жовтня 2019 року. Була 21.1m на момент відкриття.